# رونه امانوئلسون
رونه امانوئلسون (سوئدی: Rune Emanuelsson; ۸ اکتبر ۱۹۲۳ – ۱ ژانویهٔ ۱۹۹۴) بازیکن فوتبال اهل سوئد بود.
از باشگاه‌هایی که در آن بازی کرده‌است می‌توان به باشگاه فوتبال گوتبورگ اشاره کرد. وی به‌همراه تیم ملی فوتبال سوئد در بازی‌های المپیک تابستانی ۱۹۴۸ به مقام قهرمانی دست پیدا کرده‌است.